# 다중물리 시뮬레이션
전산 모델에서 다중물리 시뮬레이션(Multiphysics simulation) 또는 다중물리는 물리 시스템 또는 시스템의 다양한 측면과 그들 간의 상호 작용을 동시에 시뮬레이션하는 것으로 정의된다. 예를 들어, 물체에 가해지는 물리적 응력, 물체의 온도 분포 및 응력 및 온도 분포의 변화를 유발하는 열팽창을 동시에 시뮬레이션하는 것은 다중물리 시뮬레이션으로 간주된다. 다중물리 시뮬레이션은 여러 시간 또는 거리 스케일에서 단일 프로세스를 동시에 시뮬레이션하는 다중 스케일 시뮬레이션과 관련이 있다.
학제간 분야로서 다중물리 시뮬레이션은 많은 과학 및 공학 분야에 걸쳐 있을 수 있다. 시뮬레이션 방법에는 종종 수치해석학, 편미분 방정식 및 텐서 해석이 포함된다.

## 다중물리 시뮬레이션 과정
다중물리 시뮬레이션의 구현은 일련의 일반적인 단계를 따른다.
- 물리적 프로세스, 시작 조건, 그리고 이러한 프로세스 간의 결합 또는 경계 조건을 포함하여 시뮬레이션할 시스템의 측면을 식별한다.
- 시스템의 이산 수학적 모델을 생성한다.
- 모델을 수치적으로 해결한다.
- 결과 데이터를 처리한다.

## 수학적 모델
다중물리 시뮬레이션에 사용되는 수학적 모델은 일반적으로 연립 방정식 집합이다. 방정식은 성격과 의도된 역할에 따라 지배 방정식, 보조 방정식 및 경계/초기 조건의 세 가지 범주로 나눌 수 있다. 지배 방정식은 주요 물리적 메커니즘 또는 프로세스를 설명한다. 다중물리 시뮬레이션은 유한요소법, 유한차분법, 또는 유한체적법과 같은 이산화 방법으로 수치적으로 구현된다.

## 다중물리 시뮬레이션의 과제
일반적으로 말해서, 다중물리 시뮬레이션은 물리적 프로세스의 개별 측면을 시뮬레이션하는 것보다 훨씬 어렵다.
주요 추가 문제는 프로세스의 여러 측면을 그들 간의 상호 작용을 적절하게 처리하면서 통합하는 방법이다.
이러한 문제는 개별 물리적 측면의 시뮬레이션에 다른 유형의 수치 방법이 사용될 때 상당히 어려워진다.
예를 들어, 일반적인 오일러 유한체적법을 유동에, 라그랑주 유한요소법을 구조 역학에 사용하여 유체-구조 상호작용 문제를 시뮬레이션하는 경우를 들 수 있다.

## 같이 보기
- 유한차분 시간영역법